# Campylotropis alba
Campylotropis alba är en ärtväxtart som beskrevs av Anton Karl Schindler, Y.Iokawa och Hiroyoshi Ohashi. Campylotropis alba ingår i släktet Campylotropis och familjen ärtväxter. Inga underarter finns listade i Catalogue of Life.